# صفاء كوماري
صفاء كوماري من مواليد 1963 عالمة فيروسات نباتية سورية. اشتهرت بتطوير مجموعة متنوعة مقاوم للأمراض من الفول المقاوم لفيروس الفول النخري الأصفر [الإنجليزية] (FBNYV).

## الحياة
ولدت صفاء عام 1963 في حلب. ترعرعت في حلب ولديها عدة أشقاء. بين عامي 1982 و1985 كانت في جامعة حلب حيث درست في كلية الزراعة.